# ナレフ川
ナレフ川（ナレフがわ、ポーランド語: Narew、ベラルーシ語:Нараў）は、ポーランド北東部とベラルーシ西部を流れる河川。ヴィスワ川の支流。総延長484km、流域面積は75,200km2。主にポーランドを流れ、ベラルーシ国内は36km、ポーランド国内は448kmである。ポーランド国内ではポドラシェ県、マゾフシェ県を流れる。ポーランドでは5番目の長さである。ナルフ川と記載する場合もある。

## 地理

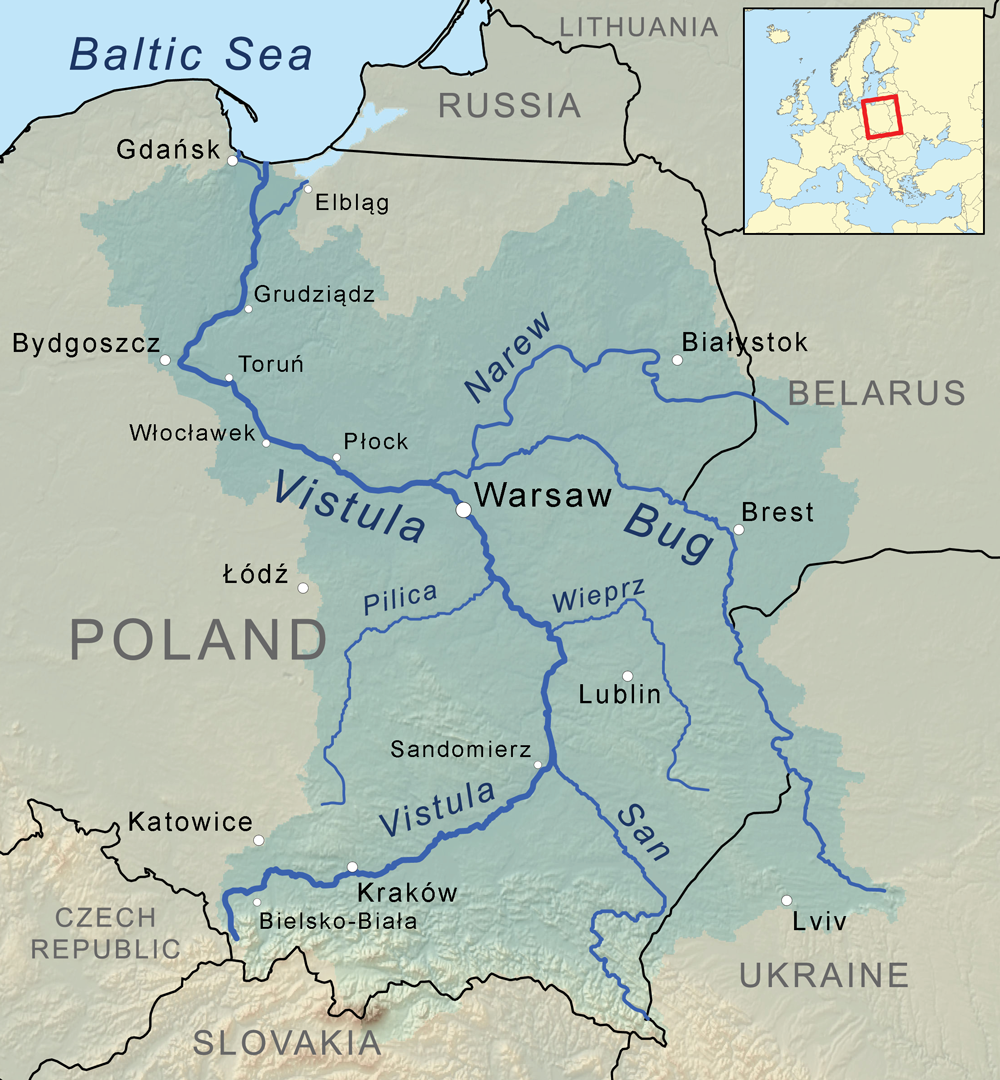
ヴィスワ川水系図

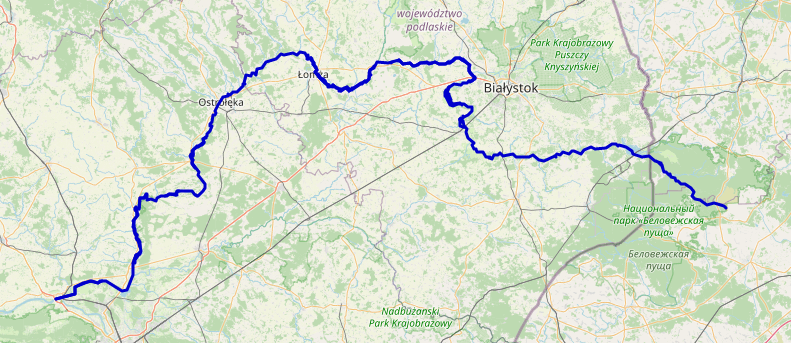
ナレフ川の流路

### ベラルーシ
上流部はベラルーシの西端部で、標高約200メートルの丘陵地である。この一帯はポーランドとベラルーシの国境付近にある原生林で、ビャウォヴィエジャの森として世界自然遺産に登録されている。最上流部は森林の先の沼沢地帯にあたる。ベラルーシ国内を北西流してポーランドとの国境に入る。

### ポーランド
ポーランドに入るとシミャノフカ貯水池を経て西に流れ、ビャウィストク付近で一時的に大きく蛇行しながら北流した後は概ね西ないし南西へ流れる。ウォムジャの手前でビェブジャ川が、ウォムジャ通過後にピサ川がいずれも北から合流する。プウトゥスクの南のジェグジェ貯水池で支流のブク川と合流。しばらくしてワルシャワ北西のノヴィ・ドヴル・マゾヴィエツキでヴィスワ川へ合流する。
流域の多くが北ポドラシェ低地にあたり、多くの支流が集まるため、降水量に比べて水量が多い。ヨーロッパの河川としては珍しく網状流路を形成しており、後述するように貴重な生物多様性の宝庫となっている。沿岸には湿地が広がるほか、畑地と牧場が多い。
流域の都市にはビャウィストクがあるが、それ以外の大きな町は少ない。
12月中旬から3月初旬までは結氷する。

## 運河
支流のビェブジャ川を遡航するとアウグストゥフに至り、アウグストゥフ運河を経由してネマン川、バルト海まで航行することができる。
同じく支流のブク川からはドニエプル・ブク運河を通じてプリピャチ川、ドニエプル川、さらには黒海へ出ることができる。
ジェグジェ貯水池からは南方へジェランスキ運河が分岐し、ワルシャワ近郊でヴィスワ川へ接続している。

## 自然

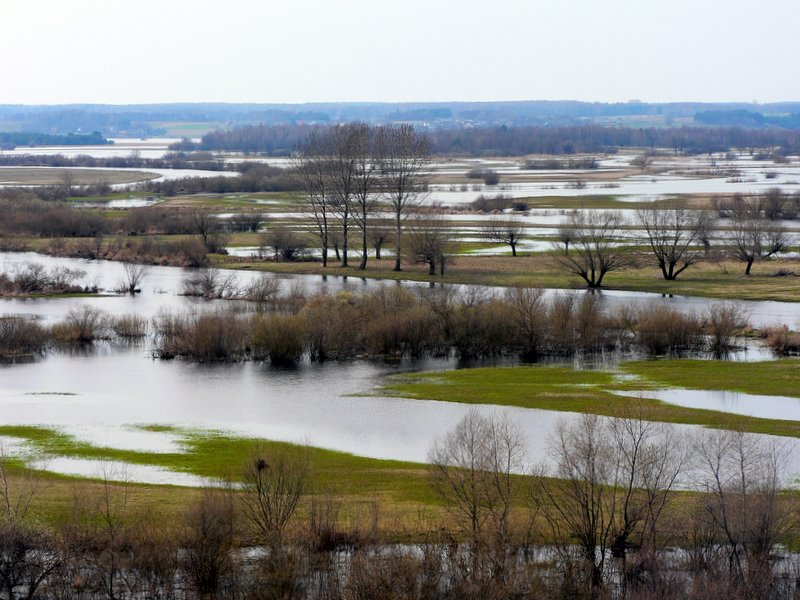
ナレフ国立公園

ビャウィストク周辺はヨーロッパでは稀少となった天然の湿地帯で、広い河床幅に多くの沼地や湿地、河跡湖を抱えており、多様な動植物による貴重な淡水性水圏生態系がみられる。コアヤメ、ハナシノブ、ツレサギソウ属のポトコラン・ビャウィ（Platanthera bifolia）といった水草や水中植物が豊富で、カワウソやビーバーなどの水陸両棲の哺乳類、ヨーロッパチュウヒ、ハシボソヨシキリ、エリマキシギ、オグロシギをはじめとする200種以上の鳥類、ほかに牧草やハーブ類の植物群落などが確認され、生物学上の「退避地」（レフュジア、Refugium）となっている。貴重な湿原を保護するため、河谷一帯を含む地域がナレフ国立公園に指定されている。
また、ヤナギ、ハンノキ、カバノキなどが生える、35 kmの本流沿いのナレフ国立公園は2002年、ラムサール条約に登録されている（登録番号1564）。

## 流域の主な都市
上流から記載。
- ワピ
- ビャウィストク
- ウォムジャ
- オストロウェンカ
- ルジャン（ポーランド語版、英語版）
- プウトゥスク（ポーランド語版、英語版）
- セロツク（ポーランド語版、英語版）
- ノヴィ・ドヴル・マゾヴィエツキ（ポーランド語版、英語版） - ヴィスワ川との合流点

## 主な支流
上流から記載。
- ビェブジャ川（ポーランド語版、英語版）
- ピサ川（ポーランド語版、英語版）
- ブク川

## 画像
- ワピ付近。
- ウォムジャ付近。
- オストロウェンカ付近。
- プウトゥスク付近。
- 冬季の様子。